# Chelgerd (station de ski)
La station de ski de Chelgerd (en persan : پیست اسکی چلگرد) est située dans les monts Zagros, dans la ville de Chelgerd, chef-lieu de la préfecture de Kuhrang dans la province de Tchaharmahal-et-Bakhtiari, à environ 90 km à l'ouest de Shahrekord, en Iran. 

## Le domaine
Le domaine skiable est équipé de trois téléskis. Il est ouvert de la fin de l'automne jusqu'au début du printemps en fonction de la météo.